# Жозуе
Жозуе (порт. Josué, нар. 19 липня 1979, Віторія-ді-Санту-Антал) — бразильський футболіст, що грав на позиції півзахисника.
Виступав за бразильські «Гояс», «Сан-Паулу» та «Атлетіко Мінейру», а також німецький «Вольфсбург». У складі збірної Бразилії — володар Кубка Америки та Кубка Конфедерацій, а також учасник чемпіонату світу.

## Клубна кар'єра
Народився 19 липня 1979 року в місті Віторія-ді-Санту-Антал. Розпочав займатись футболом у клубі «Порту» (Каруару), з якого потрапив в академію «Гояса».
У дорослому футболі дебютував 1997 року виступами за команду клубу «Гояс», в якій провів вісім сезонів, взявши участь у 190 матчах чемпіонату. З цією командою він шість разів ставав чемпіоном штату, а також завоював перемогу в бразильській Серії B.

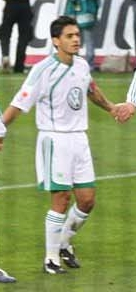
Жозуе під час виступів за «Вольфсбург». 2009 рік.

Протягом 2005—2007 років захищав кольори «Сан-Паулу», з яким виграв більш престижні титули — дві перемоги в чемпіонаті Бразилії, перемога в Лізі Паулісті, Кубку Лібертадорес і клубному чемпіонаті світу в 2005 році.
У серпні 2007 року Жозуе перейшов у німецький «Вольфсбург». Дебютував за «вовків» 26 серпня 2007 року в матчі проти «Шальке 04» (1:1), в якому заробив жовту картку. За перший сезон провів тридцять матчів у чемпіонаті (1 гол) і чотири гри у Кубку Німеччини. У наступні роки він став одним з лідерів команди і перед сезоном 2008/09 був призначений капітаном команди, змінивши свого співвітчизника Марселіньйо, який покинув команду. У свій перший рік у ролі капітана команди, він виграв з командою вперше в історії клубу чемпіонат Німеччини.
У наступному році Жозуе був невід'ємною частиною команди, хоча капітанську пов'язку ненадовго було віддано Едіну Джеко за його краще знання англійської мови. У сезоні 2010/11, однак, «Вольфсбург» опинився в зоні вильоту. Після зміни тренера виконувачем обов'язків було призначено П'єра Літтбарскі, який не бачив Жозуе в складі команди. Проте результати не покращувались і незабаром в команду повернувся Фелікс Магат, який знову зробив Жлзуе капітаном і основним гравцем, а бразилець допоміг клубу в іграх, що залишилися, зберегти прописку в еліті, зайнявши рятівне 15 місце.
У березні 2013 року Жозуе покинув клуб за взаємною згодою сторін після п'яти років у «Вольфсбурзі» і повернувся на батьківщину, ставши гравцем «Атлетіко Мінейру». 31 березня 2013 року в своєму дебютному матчі за новий клуб він забив свій перший гол в чемпіонаті штату Мінас-Жерайс у ворота «Тупі» (4:1). В першому ж році Жозуе завоював другий для себе і перший в історії клубу «Атлетіко Мінейру» Кубок Лібертадорес. У наступному році завоював з «галос» Кубок Бразилії. По закінченню чемпіонату Бразилії 2015 року, в якому «Атлетіко Мінейру» посіло друге місце, Жозуе покинув команду

## Виступи за збірні
1999 року залучався до складу молодіжної збірної Бразилії. На молодіжному рівні зіграв в одному офіційному матчі.
27 березня 2007 року дебютував в офіційних матчах у складі національної збірної Бразилії в товариському матчі проти збірної Гани, де вийшов на заміну по перерві замість Жілберту Сілви. 
Влітку того ж року у складі збірної був учасником розіграшу Кубка Америки 2007 року у Венесуелі, здобувши того року титул континентального чемпіона. На цьому турнірі Жозуе забив свій перший гол у футболці збірної у ворота чилійців у чвертьфіналі (6:1) та зіграв у п'яти з шести матчів.
Ця перемога дозволила бразильцям представляти континент на Кубку конфедерацій 2009 року у ПАР, де бразильці знову здобули титул переможця турніру. Проте цього разу Жозуе не був основним гравцем, зігравши лише в одному матчі групового турніру проти італійців (3:0).
Останнім для Жозуе великим турніром став чемпіонат світу 2010 року у ПАР, де він також зіграв лише один матч на груповому етапі, цього разу проти Португалії (0:0). А після завершення турніру, на якому бразильці дійшли до чвертьфіналу, Жозуе більше за збірну не грав. Протягом кар'єри у національній команді, яка тривала 4 роки, провів у формі головної команди країни 28 матчів, забивши 1 гол.

## Титули і досягнення
Гояс
- Чемпіон штату Гояс (6): 1997, 1998, 1999, 2000, 2002, 2003
- Переможець бразильської Серії B (1): 1999
- Володар Кубка центрально-західного регіону (3): 2000, 2001, 2002

 Сан-Паулу
- Чемпіон Бразилії (2): 2006, 2007
- Чемпіон штату Сан-Паулу (1): 2005
- Володар Кубка Лібертадорес (1): 2005
- Переможець Клубного чемпіонату світу (1): 2005

 Вольфсбург
- Чемпіон Німеччини (1): 2008/09

 Атлетіко Мінейру
- Чемпіон штату Мінас-Жерайс (2): 2013, 2015
- Володар Кубка Лібертадорес (1): 2013
- Володар Кубка Бразилії (1): 2014
- Переможець Рекопи Південної Америки (1): 2014

 Бразилія
- Володар Кубка Америки (1): 2007
- Володар Кубка конфедерацій (1): 2009